# Disastro di Mina del 2015
Il disastro di Mina accaduto il 24 settembre 2015 è stato un incidente di folla che ha causato almeno 769 morti, soffocati o schiacciati durante il pellegrinaggio annuale dell'Ḥajj a Mina, La Mecca, in Arabia Saudita, rendendolo il più mortale disastro dell'Ḥajj nella sua storia. Le stime del numero di morti variano: l'Associated Press ha riportato un dato di 2.411 vittime, mentre il governo dell'Arabia Saudita ha riferito ufficialmente due giorni dopo l'evento che c'erano stati 769 morti e 934 feriti, senza più aggiornare i dati successivamente.
La calca è avvenuta a Mina all'incrocio delle strade 204 e 223 che portavano al ponte Jamaraat. La causa del disastro resta controversa. Il disastro di Mina ha aumentato le tensioni tra i rivali Arabia Saudita e Iran, che erano già alte a causa delle turbolenze in Medio Oriente, come la guerra civile siriana e la guerra civile yemenita.
Nel settembre 2015 il portavoce del ministero degli Interni saudita ha detto che era in corso un'indagine e che la causa esatta del sovraffollamento che ha portato alla calca mortale non era stata ancora accertata.

## Contesto

Mappa del disastro di Mina del 2015 - Area circostante le strade 204 e 223

L'Ḥajj è un pellegrinaggio annuale a La Mecca definito come un dovere per i musulmani, da intraprendere almeno una volta nella vita se possono permettersi di farlo fisicamente e finanziariamente. Interpretato tradizionalmente, l'Ḥajj è costituito da una serie di riti compresa la Lapidazione del Diavolo che si svolge presso il ponte Jamaraat a Mina, un quartiere a poche miglia a est della Mecca. Il ponte Jamaraat è un ponte pedonale dal quale i pellegrini possono lanciare ciottoli contro i tre pilastri Jamrah. Il rituale della lapidazione è l'ultimo grande rituale ed è spesso considerato la parte più pericolosa dell'Ḥajj, con le sue grandi folle, gli spazi ristretti e la fitta programmazione. Già in passato si erano infatti registrati diversi incidenti di folla spesso mortali.

## Disastro

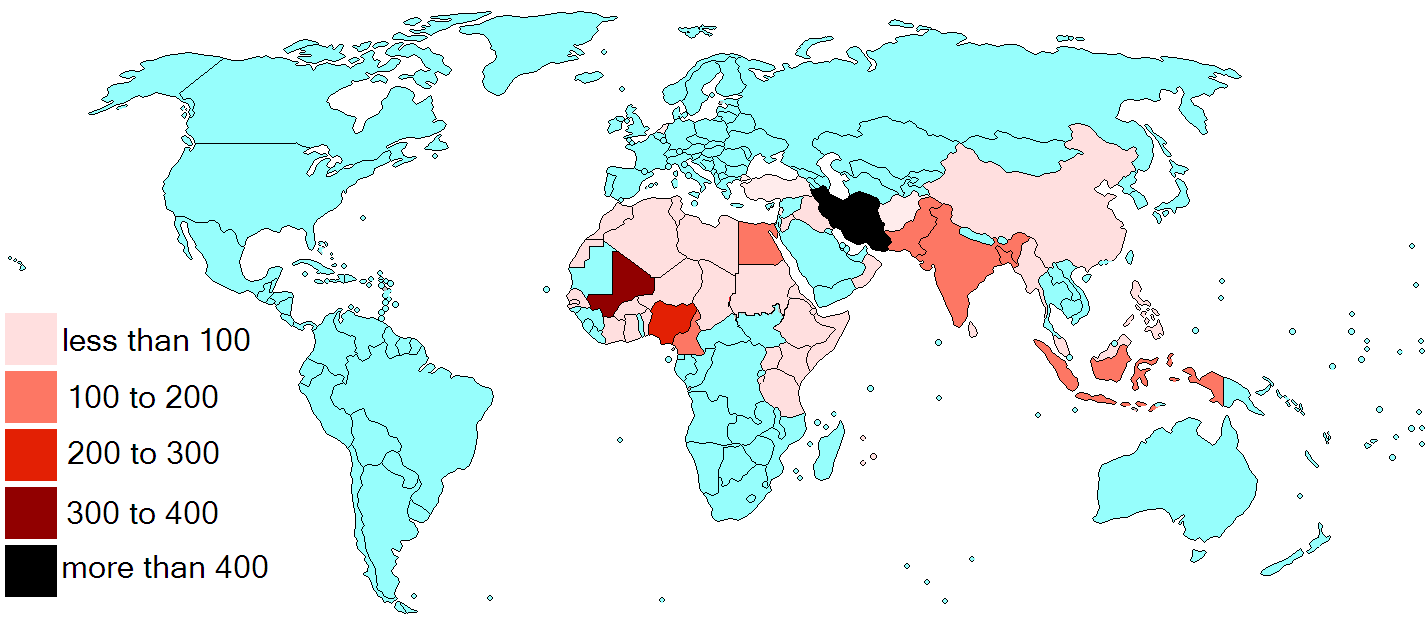
Nazionalità delle vittime della fuga precipitosa di Mina del 2015 per numero di deceduti

Secondo una dichiarazione della direzione della protezione civile saudita, giovedì 24 settembre 2015 alle 09:00 ora della Mecca (06:00 UTC) si è verificata una fuga precipitosa all'incrocio tra le strade 204 e 223 mentre i pellegrini erano in viaggio verso il ponte Jamaraat. Il ministero dell'Interno saudita ha dichiarato che la fuga precipitosa è stata innescata quando due grandi gruppi di pellegrini si sono incrociati da direzioni diverse sulla stessa strada. L'area non era stata precedentemente identificata come un pericolo per questo tipo di incidenti. L'International Business Times ha riferito che il governatore della provincia della Mecca e capo del comitato centrale Ḥajj dell'Arabia Saudita, il principe Khalid bin Faysal Al Sa'ud, ha accusato  "alcuni pellegrini di nazionalità africana" per la calca fuori dalla città santa, provocando la condanna di diversi leader africani.
Un giorno dopo la tragedia della caduta di Mina, media sauditi hanno pubblicizzato una dichiarazione del Gran Mufti dell'Arabia Saudita, Abd al-Aziz bin Abd Allah Al ash-Sheikh, che esonerava il principe ereditario Muḥammad bin Nāyef Āl Saʿūd (noto come "MBN") dalla responsabilità per il disastro, poiché il suo titolo lo considera responsabile per le questioni di sicurezza al santuario della Mecca. La dichiarazione del Gran Mufti, che ha caratterizzato l'incidente come "inevitabile" e attribuibile al "destino",  ha di fatto "immunizzato" MBN contro possibili critiche interne.

### Vittime
La cifra esatta delle vittime per il crollo della folla di Mina è tuttora contestata. Il governo saudita ha ufficialmente segnalato 769 morti, una cifra che non è cambiata, mentre fonti dei media iraniani hanno proposto cifre fino a 4.173 morti. Le stime indipendenti variano tra 2.236 e 2.431 persone uccise, con la più recente stima dell'Associated Press che dà un bilancio delle vittime di 2.411.
Anche le stime dei feriti e dei dispersi variano notevolmente. Secondo rapporti sauditi ci sono stati 934 feriti, mentre i rapporti iraniani sono molto più alti, stimando più di 2.000 feriti.

## Resoconti di testimoni oculari
I primi resoconti dei testimoni oculari affermavano che la calca era stata causata dalla chiusura della parte orientale della via 206, che costringeva i pellegrini a percorrere la via 223, scontrandosi con una massa di persone che si muoveva nella direzione opposta sulla via 204.

## Indagine

### Dichiarazioni ufficiali saudite
In una dichiarazione rilasciata dall'ambasciata saudita, il ministro degli Esteri Adel al-Jubayr ha dichiarato: "Il Custode delle Due Sacre Moschee ha ordinato di avviare un'indagine approfondita che sarà trasparente [. . . ] Riveleremo i fatti quando emergeranno e non tratterremo nulla. Se sono stati commessi degli errori, coloro che li hanno commessi saranno ritenuti responsabili e faremo in modo di imparare da questo per garantire che non accada di nuovo. "
I giornali sauditi hanno riferito che il 18 ottobre 2015 il principe bin Nāyef aveva parlato con gli investigatori e li aveva esortati a "continuare i loro sforzi per trovare le cause dell'incidente, pregando Allah Onnipotente che accetti i martiri e augurando ai feriti una pronta guarigione". Tuttavia, l'Arabia Saudita non ha ancora rilasciato alcun risultato dai propri investigatori.
Nel gennaio 2016, il Consiglio della Shura saudita ha raccomandato di "aumentare la capacità delle strade che portano alla struttura di Jamaraat e alle aree di alloggio a Mina", nonché ulteriori studi sui flussi di trasporto legati all'Ḥajj.

## Reazioni
In seguito al disastro di Mina, molti leader mondiali hanno inviato messaggi di vicinanza, tra cui la cancelliera tedesca Angela Merkel, il primo ministro del Qatar Abdullah bin Nasser bin Khalifa Al Thani, il re Mohammed VI del Marocco, l'emiro kuwaitiano Sabah Al-Ahmad Al-Jaber Al-Sabah, il presidente pakistano Mamnoon Hussain, il presidente tunisino Beji Caid Essebsi e Papa Francesco.

## Conseguenze del disastro
Il disastro di Mina del 2015 ha aumentato le tensioni nelle relazioni già tese tra Arabia Saudita e Iran, portando a richieste da parte dei politici di nazioni musulmane di cambiamenti nella supervisione della Mecca e l'Ḥajj.